# Žižkovský tunel (pěší)

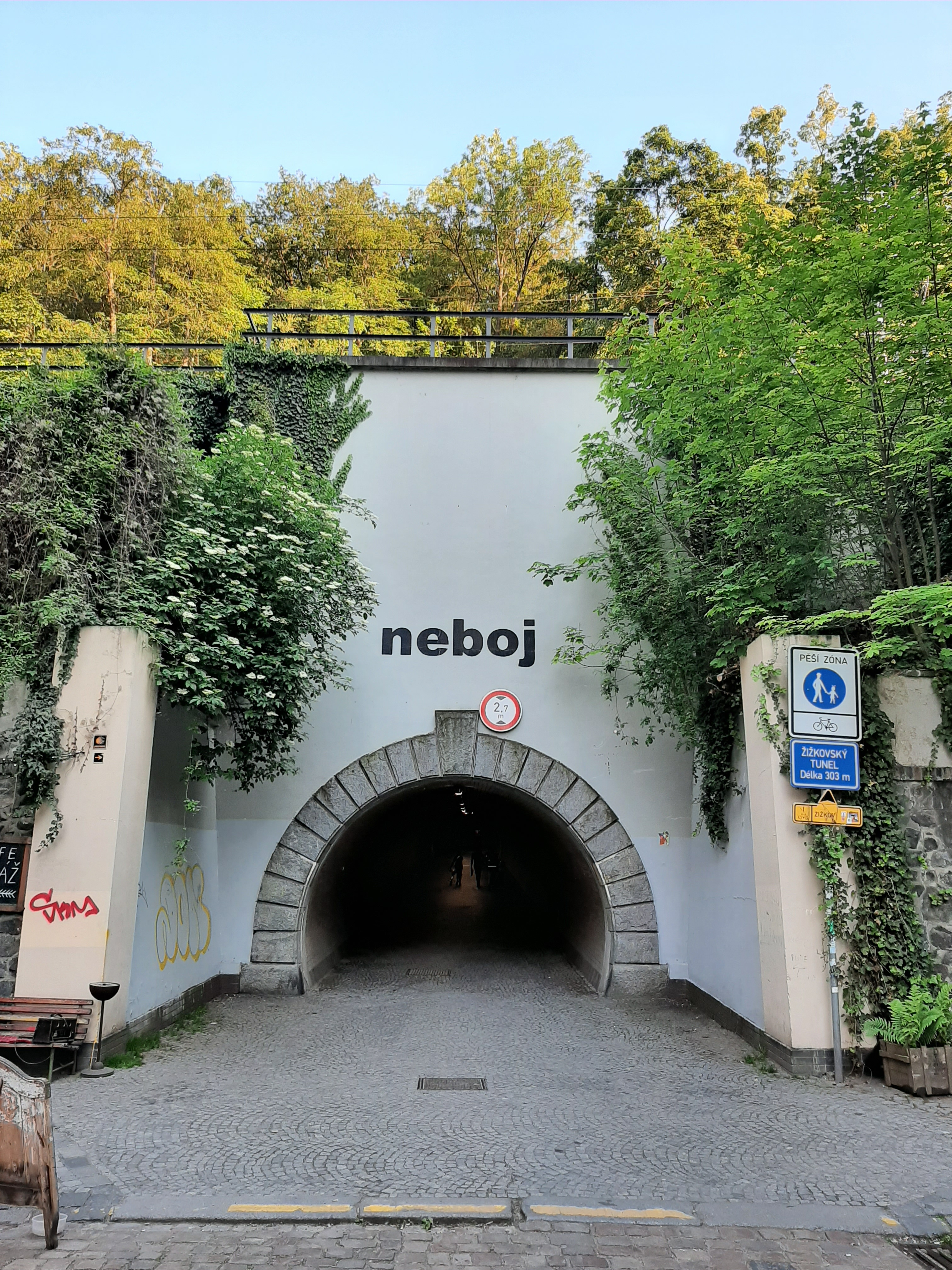
Karlínský portál tunelu (2024)

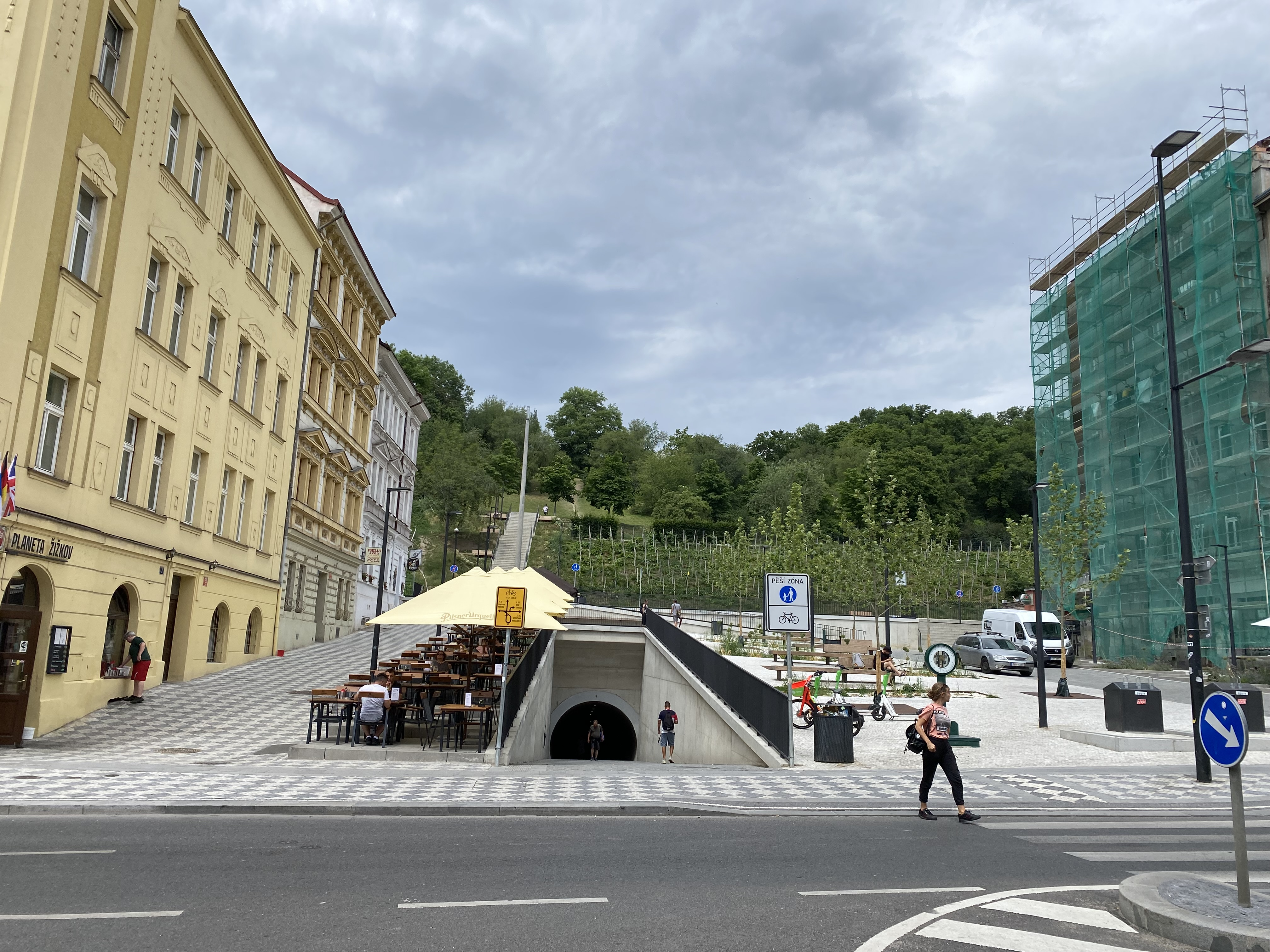
Vyústění na Tachovské náměstí na Žižkově

Žižkovský tunel, zvaný též Karlínský tunel, je pěší a cyklistický tunel pod kopcem Vítkovem v Praze spojující Karlín (Thámovu ulici) s Žižkovem (ústí do Tachovského náměstí) v severojižním směru. Celý tunel se stejně jako kopec nachází v katastrálním území Žižkov, karlínský portál je právě na hranici katastrálních území. Byl slavnostně otevřen 21. dubna 1951 a dokončen 19. nebo 21. prosince 1953 (téhož roku jako architektonicky příbuzný Letenský tunel pro automobily). Původně byl Žižkovský tunel určen i jako protiletecký kryt.
Délka tunelu činí 303 m, šířka 4,4 až 4,8 m, maximální výška 3,40 m, převýšení 28,89 m s průměrným stoupáním 8,1 %. Železniční tunely Nového spojení od něj dělí jen 6 metrů horniny.
Tunel měl být doplněn ještě větví pro silniční vozidla (měla v Karlíně ústit do Šaldovy ulice), ale ta nebyla nikdy realizována. Existuje domněnka, že její stavba byla započata, ale žádné takové náznaky nebyly později nalezeny.
Tunelem prochází cyklotrasa A421.
V prosinci 2014 byl tunel oficiálně pojmenován, a to na Žižkovský tunel. Návrh podala radě hlavního města Technická správa komunikací, která jej připravila ve spolupráci s místopisnou komisí a městskou částí Praha 3.

## Sportovní využití
Atletický klub SK Jeseniova pořádá od roku 2008 každoročně v neděli ve druhé polovině dubna, kolem data výročí otevření, Běh tunelem. Prvního ročníku se zúčastnilo 7 závodníků, druhého ročníku 46 závodníků za účasti regionální televize Žižkov TV.

## Využití v roce 2020

### Protiatomový kryt
Za dvojicí těžkých plechových dveří se nachází plně funkční protiatomový kryt s kapacitou 1200 osob určený pro případ jaderné války. Kryt byl vyhlouben důlní technikou do masivu kopce (obdobně jako protiatomový bunkr Parukářka v Praze 3), tloušťka stěn je místy až 3 metry, v nadloží krytu je asi 50 metrů skály. Kryt obsahuje 1053 metrů chodeb. Kryt je vybaven vzduchotechnikou, jako náhradní zdroj proudu slouží elektrocentrála značky Škoda, výměna vzduchu (filtroventilace) je zajištěna ventilátorem na recyklaci vzduchu, který lze (v nouzovém případě) pohánět ručně. V případě jaderné katastrofy lze celý Žižkovský tunel hermeticky uzavřít po celé jeho délce kulatými vraty. Vrata byla tvořena cca 150 cm tlustými betonovými bloky, které by v případě potřeby byly přetaženy z komor vedle tunelu skrz tunel, nikdy se však nevyřešilo těsnění. 

### Laboratoř
Za dalšími kovovými dveřmi se nachází prostora, která měla původně sloužit jako skladiště (odkladiště) mrtvol. V těchto prostorách byla vybudována laboratoř – pobočka Ústavu jaderné fyziky AV ČR v Řeži u Prahy. Zde je instalováno zařízení (urychlovač částic), laicky řečeno zmenšená verze urychlovače obdobného jaký je umístěn ve švýcarském CERNu. Urychlovač je využíván k přesnému měření obsahu částic (a prvků) ve vzorcích hmoty.